# کیتن
کیتن به اعتقاد مردم عیلام باستان به نیرویی اسرارآمیز و فوق طبیعی همهٔ خدایان گفته می‌شود. کیتن طلسم و فره ایزدی بود، و به منظور حمایت و حتی تنبیه به کار می‌رفت. فرمانروایان عیلام سلطه خود را براساس حمایت سحرآمیز کیتن بنیان نهاده‌بودند، و به منزلهٔ نمایندگان زمینی کیتن آسمانی به شمار می‌آمدند، ضمن آنکه خدایان دارای کیتن بودند، هومبان را برخوردار از فره ویژه فرمانروایان می‌دانستند. شاهان خود را در برابر رعیت کارگزاران زمینی کیتن الهی می‌دانستند. کسی که به آن تعدی می‌کرد زندگی خود را می‌باخت و مطرود می‌شد.
پادشاهان ایلام قدرت خود را بر پایهٔ محافظت جادویی کیتن استوار می‌کردند و خود را در برابر رعیت، کارگزار زمینی کیتن الهی می‌دانستند. کسی که به آن تعدی می‌کرد، زندگی خود را می‌باخت، مطرود می‌شد و می‌بایست بمیرد.